# Hiroji Kubota
Hiroji Kubota 久保田 博二 (Kubota Hiroji?) (Kanda, 2 agosto 1939) è un fotografo giapponese, membro della Magnum Photos, specializzato nelle fotografie dell'estremo oriente.

## Biografia
Kubota ha studiato politica all'Università di Waseda, laureandosi nel 1962. Nel 1961 conobbe i fotografi Magnum René Burri, Elliott Erwitt e Burt Glinn. Studiò giornalismo e politica internazionale all'Università di Chicago e divenne assistente di Erwitt e Cornell Capa nel 1965, come fotografo freelance.
Kubota ha fotografato le elezioni presidenziali statunitensi del 1968 e poi le isole Ryūkyū prima del loro ritorno al Giappone nel 1972. Ha quindi fotografato Saigon nel 1975, la Corea del Nord nel 1978 e la Cina nel 1979-1985 e gli Stati Uniti nel 1988-1992, dando vita a libri e mostre.
Kubota ha vinto il Mainichi Art Prize nel 1980 e il premio annuale della Photographic Society of Japan nel 1981. Tre delle sue pubblicazioni, gli hanno conferito il primo premio Kodansha Publishing Culture Award nel 1970: "I neri" e saggi su Calcutta e le isole Ryūkyū.

## Mostre di Kubota
- "Il popolo del presidente". Neikrug Gallery (New York), 1976.[1]
- 静思のビルマ?  . Nikon Salon (Tokyo), 1976.
- "Daigan no nagare" ( 大河の流れ?  ). Grande magazzino Odakyu, 1976.
- "Keirin mugen" ( 桂林夢幻?  ). Matsuya (Ginza), 1982.
- "Sulla Cina". ICP (New York), 1982.
- "Chūgoku mange" ( 中国万華?  ). Matsuya (Ginza), 1986.
- "Corea: sopra il 38 ° parallelo". ICP (New York), 1986.
- "Magnum en Chine" Il festival Rencontres d'Arles, Arles, Francia, 1988.
- "Cina." Tokyo Fuji Art Museum ( Tokyo ), 1991[2]
- "Dal mare al mare splendente: un ritratto dell'America". Corcoran Gallery of Art (Washington, DC), 1992
- "Fuori dall'est: fotografie recenti dell'Asia". Equitable Gallery (New York), 1997
- "Cina: cinquant'anni all'interno della Repubblica popolare". Asia Society (New York), 1999–2000
- "Possiamo sfamarci?" Asia Society (New York); School of Oriental and African Studies (London), 2001/2002
- "USA 1963-1969 e Birmania 1970-1978". Galleria fotografica internazionale (Shibaura, Tokyo), 2009.[5]

## Libri di Kubota
- Daigan no nagare: Chūgoku no fūdo a ningen ( 大河の流れ 中国の風土と人間?  ). Tokyo: PPS, 1980. (JA)   Catalogo della mostra.
- Daigan no nagare: Chūgoku no fūdo a ningen ( 大河の流れ 中国の風土と人間?  ). Tokyo: Geibunsha, 1981. (JA)
- Keirin mugen ( 桂林夢幻?  ). Tokyo: Iwanani Shoten, 1982. (JA)
- Yūkyū no daichi Chūgoku: 5000-nen no rekishi o yuku ( 悠久の大地中国 5000年の歴史を行く?  ). Higashi Murayama: Kyōikusha, 1985. . (JA)
- Kōzan senkyū ( 黄山仙境?  ). Tokyo: Iwanami Shoten, 1985. . (JA)
- Cina. Amburgo: Hoffmann und Campe, 1985. . (DE)
- Chūgoku mange ( 中國万華?  ). Tokyo: PPS, 1986. (JA)   Catalogo della mostra.
- Chūgoku mange ( 中国万華?  ). Tokyo: TBS Britannica, 1986. . (JA)
- Chine. [Neuilly-sur-Seine]: [Ed. Ologramma], 1987. (FR)
- Zhongguo feng wu (中國 風物). Hong Kong: San Lian Shu Dian Xianggang Fen Dian, 1987. . (ZH)
- Chōsen 38-dosen no kita ( 朝鮮三十八度線の北?  ). Higashi Murayama: Kyōikusha, 1988. . (JA)
- Chōsen meihō Hakutōsan Kongōsan ( 朝鮮名峰白頭山金剛山?  ). Tokyo: Iwanami Shoten, 1988. . (JA)
- Chine: foto di Hiroji Kubota. Parigi: École nationale supérieure des Beaux-Arts, 1988. (FR)
- Pungnyŏk ŭi sanha: Kubotʻa Hiroji sajinjip: Paektusan, Kŭmgangsan (북녘 의 산하: 구보타 히로 지 사진집: 백두산 금강산). Seoul: Hanʼgyŏre Sinmunsa, 1988. (KO)
- Shinpen keirin mugen ( 新編桂林夢幻?  ). Tokyo: Iwanami, 1990. . (JA)
- Shinpen Kōzan shinkyū ( 新編黄山仙境?  ). Tokyo: Iwanami Shoten, 1991. . (JA)
- Haruka naru daichi Chūgoku ( 遥かなる大地中国?  ). Hachiōji: Tokyo Fuji Bijutsukan, 1991. (JA)
- Amerika no shōzō ( アメリカの肖像?  ). Tokyo: Shūeisha, 1992. . (JA)
- Dal mare al mare splendente: un ritratto dell'America. New York: Norton, 1992. . (EN)
- Amerika: ein Porträt. Amburgo: Hoffmann und Campe, 1992. . (DE)
- Ichiban tōi kuni: Kita Chōsen annai ( いちばん遠い国・北朝鮮案内?  ). Tokyo: Takarajima, 1994:    . (JA)
- Cina. New York: Norton, 1995. . (EN)
- Ajia a shokuryō ( アジアと食料?  ) / Possiamo sfamarci? Tokyo: Ie no Hikari Kyōkai, 1999. ISBN 4-259-54566-3. (JA)   Le didascalie specificano il posto sia in giapponese che in inglese, ma il testo esplicativo è solo in giapponese.
- Possiamo nutrirci? Un focus sull'Asia. New York: Magnum, 1999. . (EN)
- Out of the East: Transizione e tradizione in Asia. New York: Norton, 1999. . (EN)
- Giappone. New York: Norton, 2005. . (EN)